# Cornus acadiensis
Cornus acadiensis är en kornellväxtart som beskrevs av Merritt Lyndon Fernald. Cornus acadiensis ingår i släktet korneller, och familjen kornellväxter. Inga underarter finns listade i Catalogue of Life.